# Mijn Pop-uprestaurant
Mijn Pop-uprestaurant was een Belgisch televisieprogramma dat uitgezonden werd op de Vlaamse commerciële televisiezender VTM. Het programma was een vervolg op Mijn Restaurant, een ander programma van VTM.
In het realityprogramma gaan een aantal koppels in verschillende steden de strijd aan voor een eigen tijdelijk restaurant. De uiteindelijke winnaar krijgt een geldbedrag van 50.000 euro.

## Seizoen 1
Het eerste seizoen van het programma was van 4 maart 2014 tot 5 juni 2014 te zien op VTM. In de steden Kortrijk, Gent, Antwerpen, Hasselt en Brussel begonnen de vijf koppels met een leeg gebouw en een concept voor een pop-uprestaurant. De eerste weken werd het gebouw (dat bestaat uit verschillende met elkaar verbonden containers) ingericht, gezocht naar personeel en werden menu's samengesteld. De koppels mochten geen eigen geld gebruiken.

### De koppels
1. Jaro & Hanne – Sticks & Stones (Brussel) - 1ste plaats
2. Jeremy & Noémie – Twenty-Two (Antwerpen) - 2e plaats
3. Stefanie & Maël – WOLF (Gent) - 3e plaats
4. Stefaan & Barbra – Visbar STORM (Kortrijk) - 4e plaats
5. Nathan & Deborah – Spotlight (Hasselt) - 5e plaats

### Jury
- Sergio Herman – Chef-kok en restauranteigenaar van The Jane
- Max Borka – Tentoonstellingscurator, leraar en auteur
- Sepideh Sedaghatnia – Sommelier van restaurant 't Zilte

### Nominaties
De eerste twee pop-uprestaurants die werden genomineerd waren Spotlight uit Hasselt en Sticks & Stones uit Brussel. Spotlight viel af.
In de tweede nominatie was Sticks & Stones opnieuw genomineerd. Dit keer was de tegenstander Visbar STORM uit Kortrijk. Jaro en Hanne wonnen weer, waardoor Stefaan en Barbara naar huis werden gestuurd.
Ook in de derde nominatie was Sticks & Stones genomineerd met deze keer WOLF uit Gent. Jaro en Hanne behaalden een derde overwinning waardoor Stefanie en Maël hun restaurant moesten sluiten.
In de finale, die gespeeld werd tussen Sticks & Stones (Brussel) en Twenty-Two (Antwerpen), bleek het publiek te kiezen voor Brussel waardoor Jaro en Hanne met Sticks & Stones het eerste seizoen van Mijn Pop-uprestaurant wonnen.

### Kijkcijfers
In het begin van de reeks scoorde het programma middelmatig met ongeveer gemiddeld 500.000 kijkers maar naarmate het einde, groeide de populariteit wat resulteerde in meer kijkers, gemiddeld 600.000 voor de laatste weken. Naar de finale keken rechtstreeks 723.100 personen, wat een marktaandeel van 32,48% opleverde.

## Seizoen 2

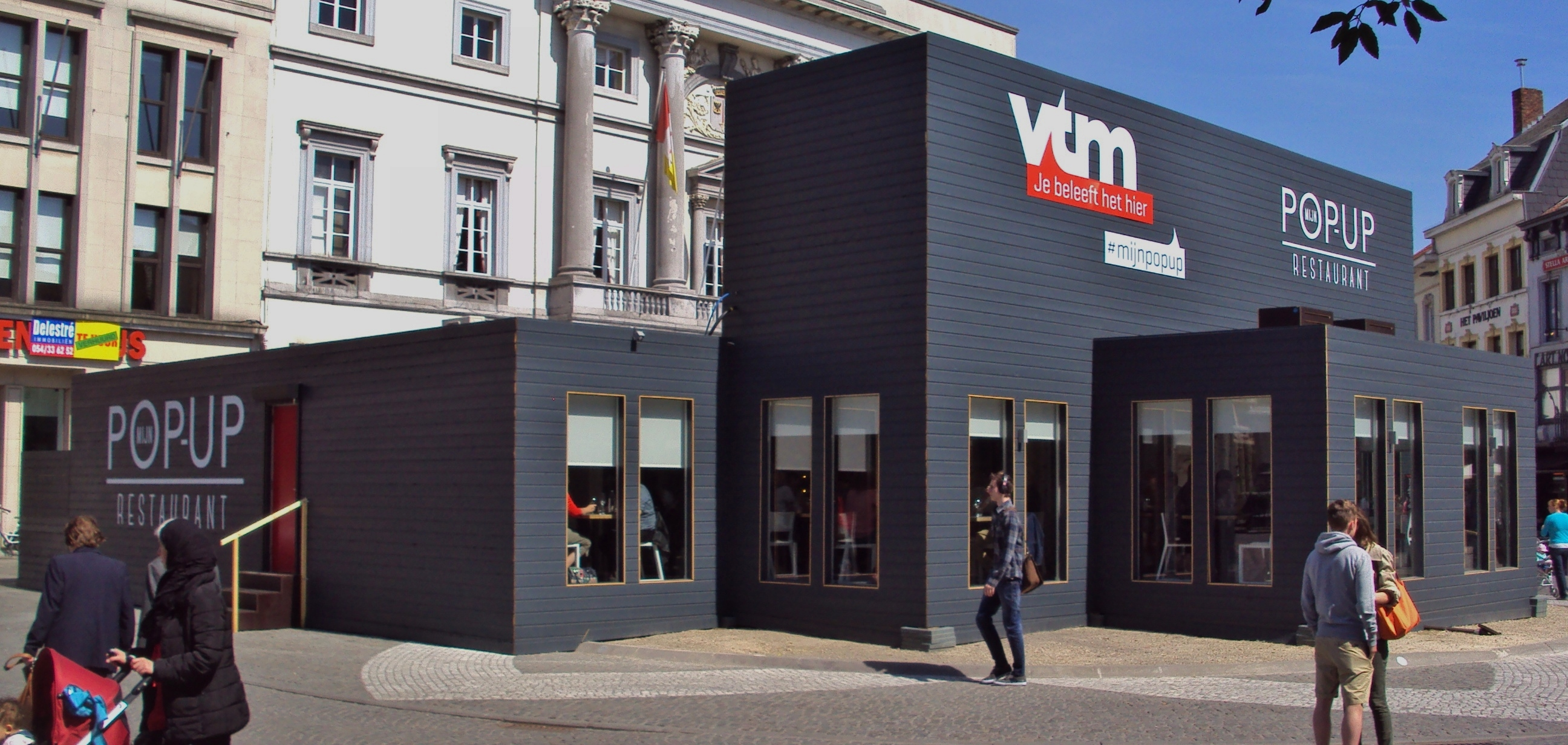
Het pop-uprestaurant Origó (Aalst) tijdens het tweede seizoen

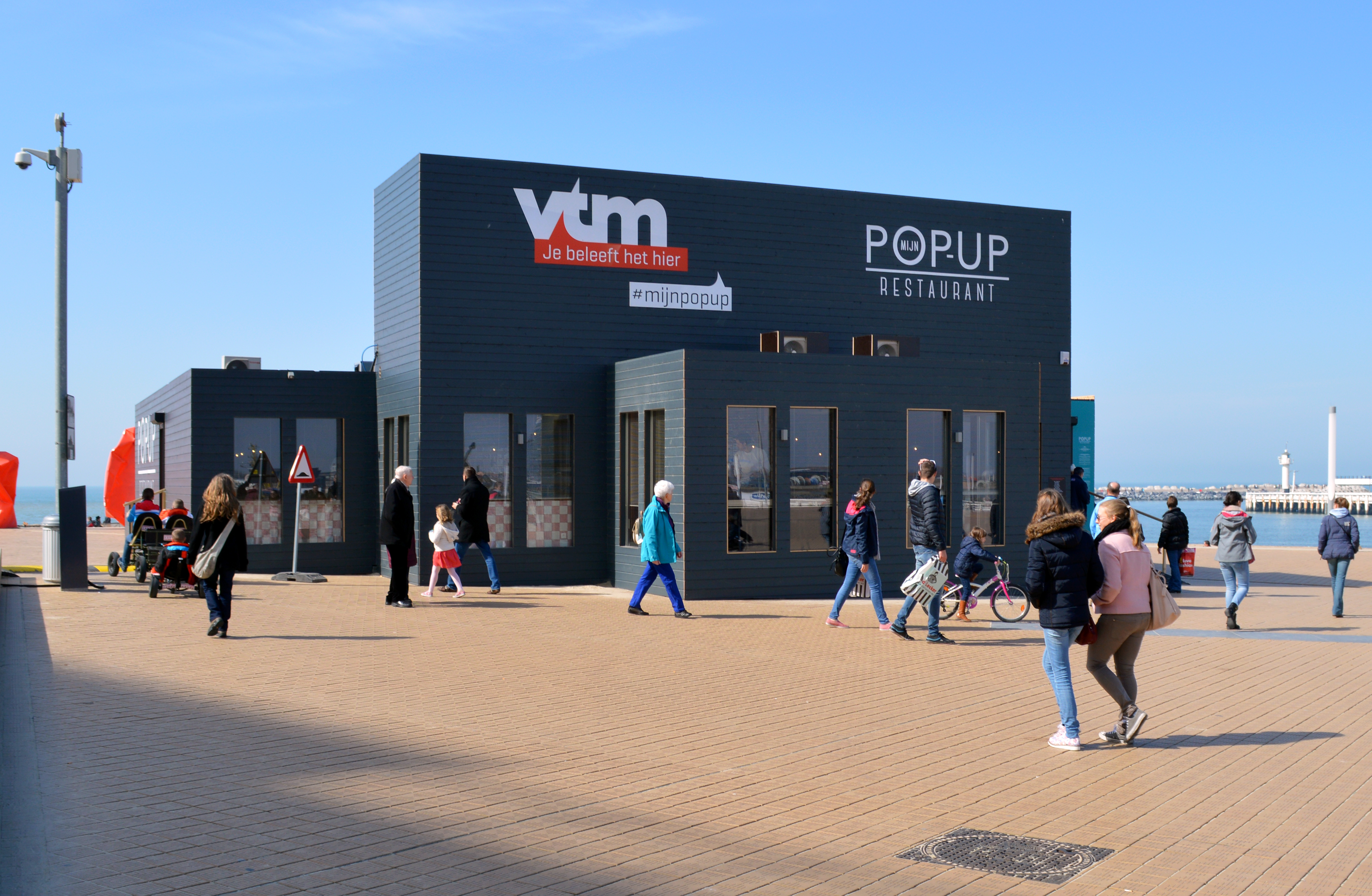
Het pop-uprestaurant BUFF (Oostende) tijdens het tweede seizoen

Het tweede seizoen van het programma was vanaf 17 maart 2015 te zien op VTM. Dit seizoen streden niet vijf, maar zes duo's tegen elkaar. Er waren echter maar vijf steden waar een pop-up stond: Aalst, Oostende, Antwerpen, Hasselt en Brussel. De duo's begonnen net zoals in het eerste seizoen met een leeg gebouw en een concept voor een pop-uprestaurant. De koppels mochten opnieuw geen eigen geld gebruiken.

### De koppels
1. Guus & Dries – Asparaguus (Hasselt) - 1e plaats
2. Miguel & Liselotte – Ket! (Brussel) - 2e plaats
3. Jonas & Fee – Origó (Aalst) - 3e plaats
4. Lieve & Mieke – Manil's (Antwerpen) - 4e plaats
5. Thomas & Alexia – BUFF (Oostende) - 5e plaats
6. Gilles & Michael (geen pop-uprestaurant geopend)

### Jury
- Sergio Herman – Chef-kok en restauranteigenaar van The Jane
- Alex Callier – Muzikant en bandlid van Hooverphonic
- Sepideh Sedaghatnia – Sommelier van restaurant 't Zilte

### Nominaties
Reeds in de eerste week van het tweede seizoen streden zes duo's tegen elkaar. Uiteindelijk vielen Gilles en Michael als eerste af en kregen ze dus niet de kans om een pop-uprestaurant op te starten. De andere duo's mochten om beurten een stad kiezen.
Jeroen Meus kwam in elk restaurant op bezoek en nomineerde restaurant BUFF (Oostende) en Ket! (Brussel). Het vleesrestaurant BUFF moest zijn deuren sluiten.
Voor de tweede nominatieronde moest telkens één persoon van elk koppel bij de andere restaurants gaan eten. Deze resultaten werden bij de beoordeling van Kristof en Stefan Boxy (tweelingbroers die in 1982 een sterrenrestaurant te Kortrijk hadden, maar nu een traiteurdienst uitbaten) gerekend. De pop-up met de laagste score, Ket! (Brussel), werd als eerste genomineerd. Op de tweede plaats was er echter een ex aequo, waardoor zowel Manil's (Antwerpen) als Origó (Aalst) ook werden genomineerd voor sluiting. Het is de eerste keer in het programma dat drie restaurants op hetzelfde moment genomineerd zijn. Manil's (Antwerpen) moest sluiten.
De jury bezocht voor de derde nominatieronde de drie overblijvende pop-uprestaurants, en nomineerde uiteindelijk Origó (Aalst) en Asparaguus (Hasselt). De pop-up in Aalst werd gesloten, waardoor Asparaguus (Hasselt) en Ket! (Brussel) naar de finale gingen.
Uiteindelijk werd Asparaguus (Hasselt) op 4 juni 2015 door de kijkers verkozen tot de winnaar van Mijn Pop-up restaurant 2015.

### Kijkcijfers
In vergelijking met het eerste seizoen heeft het tweede seizoen meer kijkers in de beginweken. Het programma haalt gemiddeld 600.000 kijkers. De finale was goed voor gemiddeld 729.000 rechtstreekse kijkers, met 746.190 live kijkers voor de bekendmaking van de winnaar.

## Seizoen 3
Het derde seizoen van het programma was vanaf 1 maart 2016 te zien op VTM. Dit seizoen streden opnieuw zes duo's tegen elkaar, maar deze keer waren er 6 pop-up's, waardoor ze, in tegenstelling tot vorig seizoen, alle zes mochten meedoen. Dit keer waren er maar drie steden, waarin pop-up's stonden: Antwerpen, Kortrijk en Genk. Er stonden twee pop-up's vlak naast elkaar op één plein. In de eerste fase van het programma streden de twee, naast elkaar gelegen, pop-up's tegen elkaar en er bleef maar een van de twee open en de ander viel af. De twee pop-up's werden dus rechtstreekse concurrenten. De duo's begonnen net zoals in het eerste en het tweede seizoen met een leeg gebouw en een concept voor een pop-uprestaurant. De koppels mochten opnieuw geen eigen geld gebruiken.
Voor de finale werden twee nieuwe, naast elkaar gelegen, pop-up's op het strand van Knokke-Heist geplaatst waarin de twee laatste koppels het tegen elkaar opnamen gedurende drie weken.
Het interieur van de finalisten werd integraal overgebracht vanuit de steden naar de kust. 
Recensenten Albert Adria (restaurant El Bulli) en driesterrenchef Gert De Mangeleer (restaurant Hertog Jan) verkozen Strombowli als eerste finalist. De kijkers stemden voor de andere finalist Jalapeño Loco.
Net voor de finale stemronde gaven de juryleden hun stemadvies aan de kijkers: Sepideh en Gert verkozen Strombowli, Sergio verkoos Jalapeño Loco.
De kijkers stemden in het voordeel van de 'vosjes' van Strombowli.

### De koppels
- Chloé & Magali – Strombowli (Kortrijk) - 1e plaats (€100.000)
- Willem & Miette – Jalapeño Loco (Antwerpen) - 2e plaats
- Sven & Amanda – Kommáti (Genk) - 3e plaats
- Jan & Nele – Mémé Gusta (Kortrijk) - 4e plaats
- Giordano & Myrthe – L'oro Nero (Genk) - 5e plaats
- Gillian & Caroline – Bikke & Smooz (Antwerpen) - 6e plaats

### Jury
- Sergio Herman – Chef-kok en restauranteigenaar van The Jane
- Gert Verhulst – CEO van Studio 100
- Sepideh Sedaghatnia – Sommelier en eigenares van wijn- en gastrobar Divin by Sepi in Antwerpen

## Seizoen 4
Dit seizoen werd van 31 januari tot 4 mei 2017 uitgezonden op VTM. Ook in 2017 waren er zes duo's, maar de pop-ups werden slechts in twee steden geplaatst, niet meer in drie zoals in 2016. De steden waar de pop-ups initieel stonden waren Antwerpen en Kortrijk. De winnaars van elke stad werden samen met de winnaar van een duel tussen de tweedes van elke stad tegenover elkaar uitgespeeld in een finale die zich afspeelde aan de jachthaven van Blankenberge.

### De koppels
- Karel Knockaert & Birger Allery - TJOP's (Antwerpen) - 1e plaats (€50 000)
- Daniela Sparanero & Mitchell Merola - Table'O (Kortrijk) - 2e plaats (€11 500)*
- Yannick Picard & Leena Van Loon - Meat & Griet (Kortrijk) - 3e plaats
- Laure & Charlotte De Winter - MADAM P (Antwerpen) - 4e plaats
- Emily & Bo - Het Vijfde Element (Antwerpen) - 5e plaats
- Fanny & Veronique - Filly's (Kortrijk) - 6e plaats
- Table'O won dit bedrag omdat ze door het programma heen tweemaal "de ster" hebben gewonnen.

### Jury
- Sergio Herman – Chef-kok en restauranteigenaar van onder meer The Jane
- Gert Verhulst – CEO van Studio 100
- Sepideh Sedaghatnia – Sommelier en eigenares van wijn- en gastrobar Divin by Sepi in Antwerpen

Stemadvies van GaultMillau en de jury
Beide finalisten toonden zich finalewaardig door een behoorlijk resultaat te behalen, gegeven door twee recensenten van GaultMillau. De barbecuepop-up van Karel en Birger (TJOP's) kregen een beoordeling van 10/20. Het concept van Mitchell en Daniella, Table'O kreeg een voor GaultMillau al hoge quotering, namelijk 13/20.
Gert Verhulst gaf in de finale vlak voor de publieke stemronde het stemadvies te stemmen voor TJOP's van Karel en Birger, terwijl Sepideh Sedaghatnia en Sergio Herman gaven aan dat hun voorkeur uitging naar Table'O van Daniella en Mitchell.